# Paulus van Caerden
Paulus Willemszoon van Caerden (1569 – Manila, 1º ottobre 1615) è stato un ammiraglio olandese al servizio della Compagnia olandese delle Indie orientali. È stato governatore delle Isole Molucche per un mese.

## Biografia

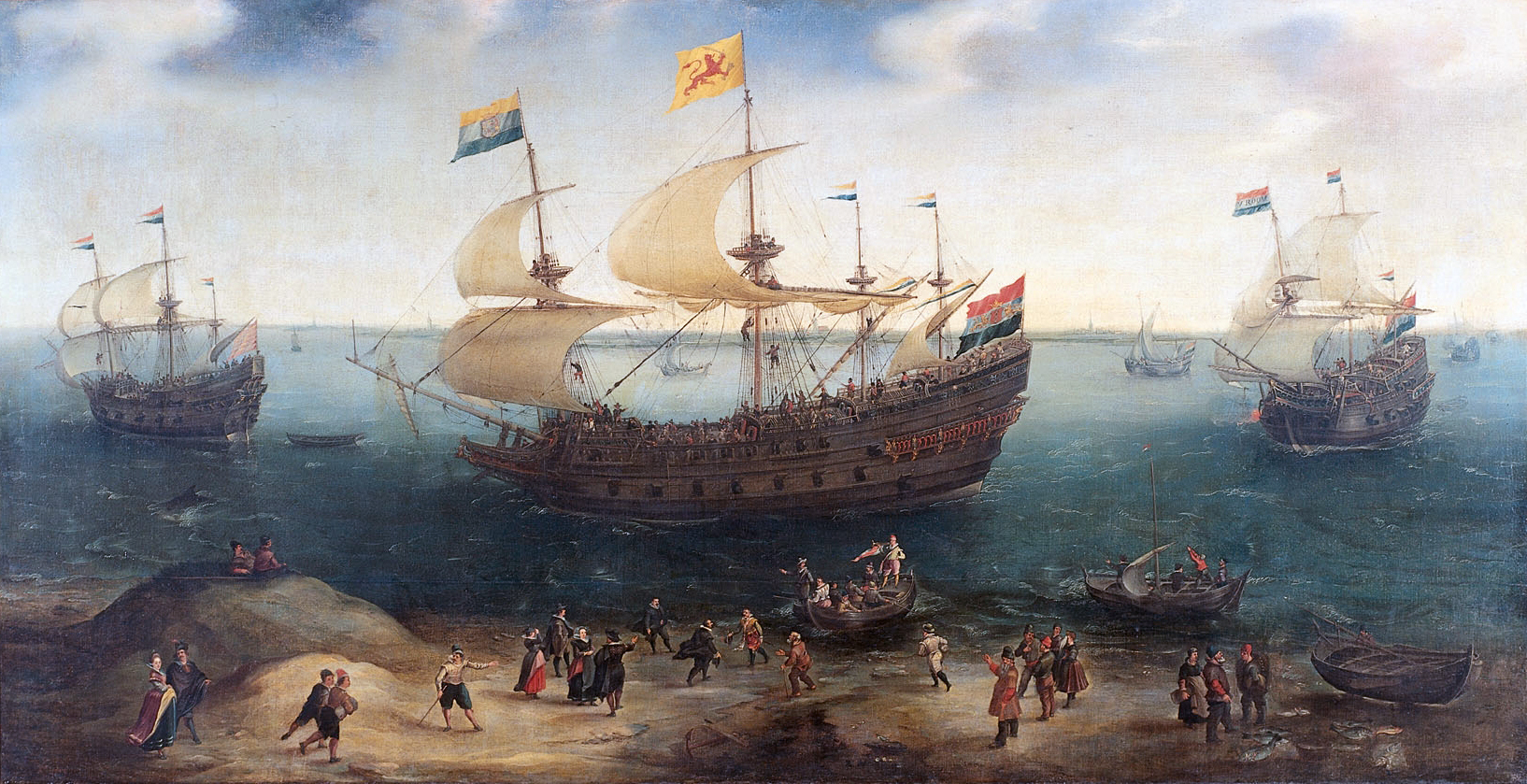
La nave a quattro alberi di Amsterdam De Hollandse Tuyn e altre navi della squadra di Paulus van Caerden di ritorno dal Brasile in un dipinto di Hendrik Cornelisz Vroom.

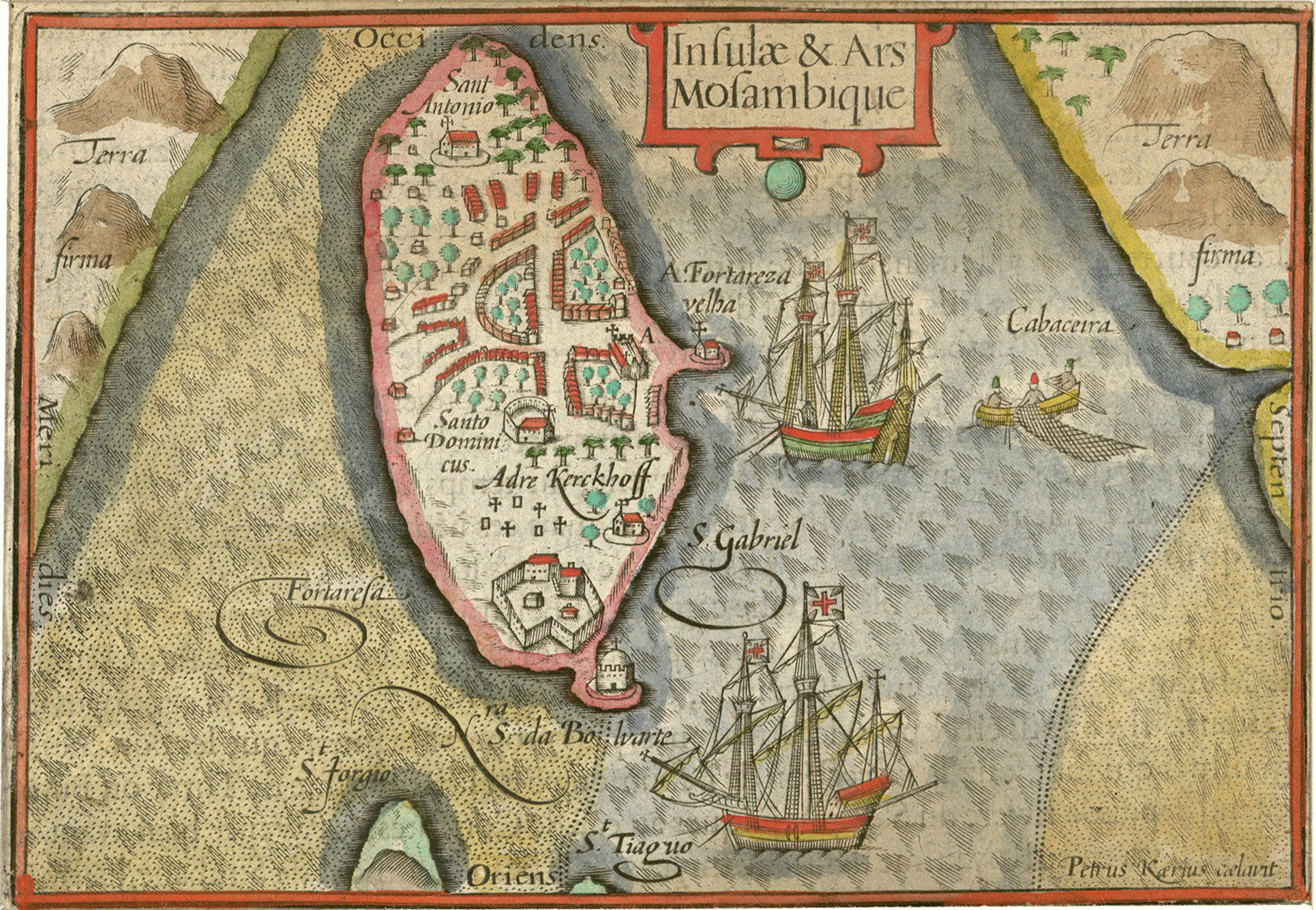
L'isola di Mozambico e la sua fortezza in un disegna di Pieter van der Keere (1598).

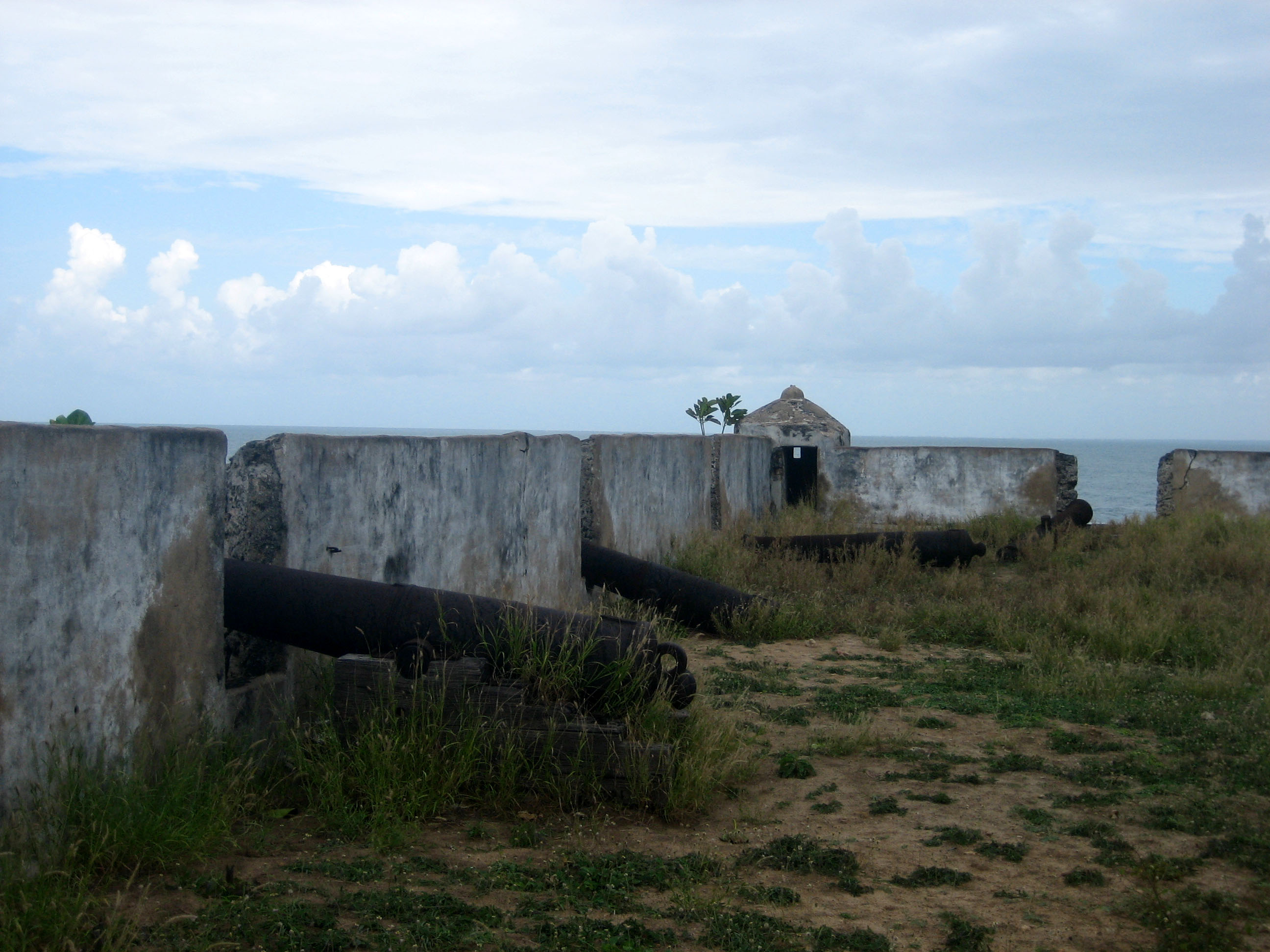
La fortezza di São Sebastião.

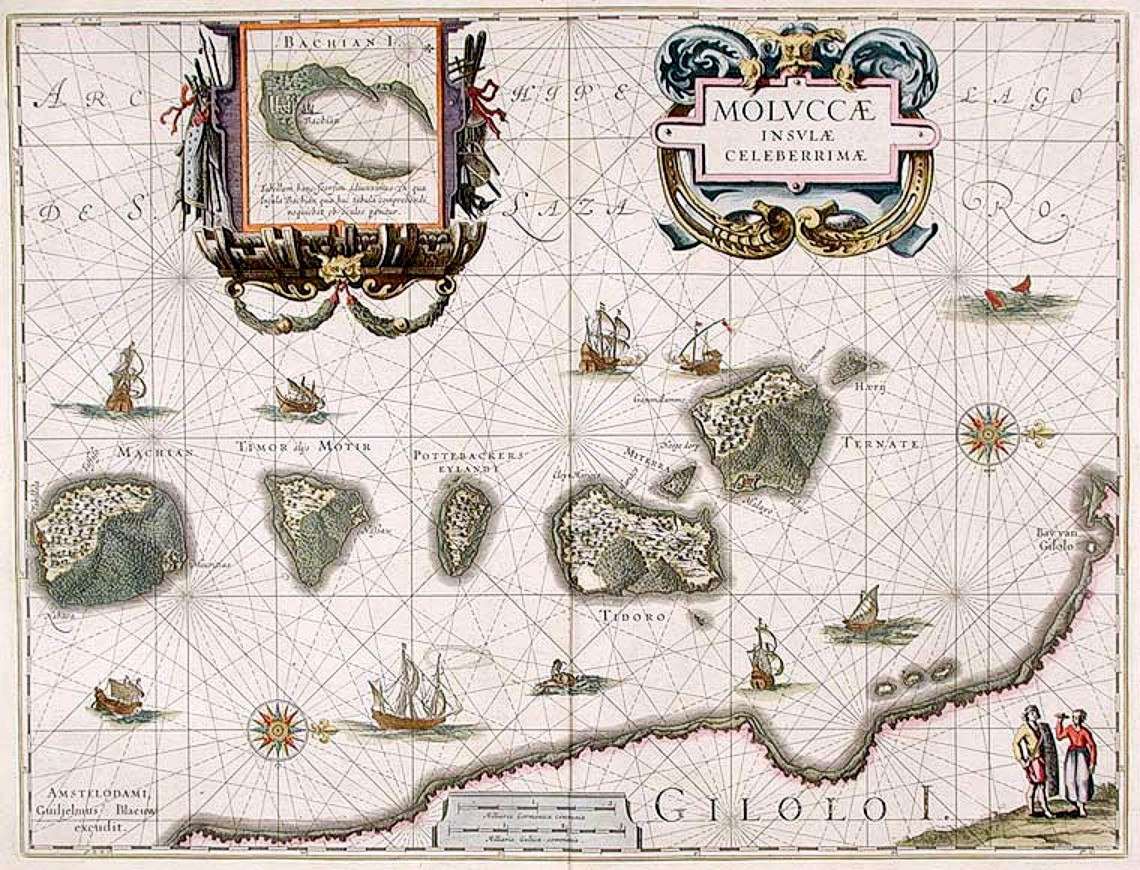
Le isole dell spezie di Blaeu.

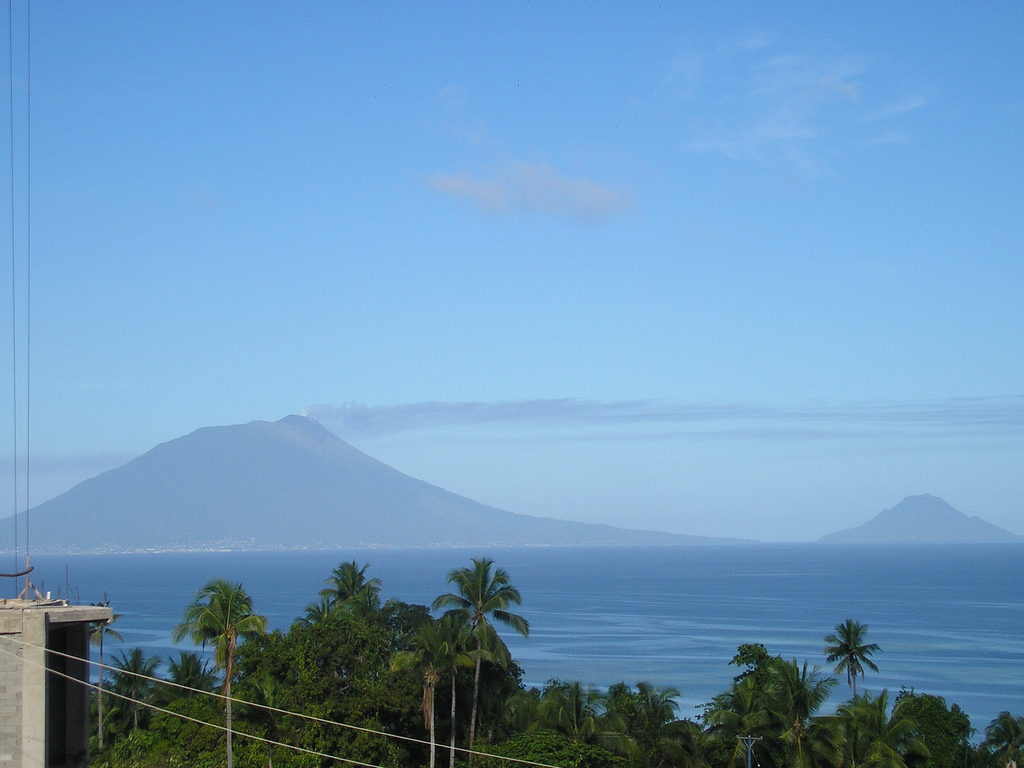
Halmahera e il vulcano Tarakan

Nacque nel 1569. Nel 1595 si imbarcò come guardiamarina nella prima spedizione nelle Indie Orientali condotta da Cornelis de Houtman con quattro navi. La spedizione toccò le isole Canarie (26 aprile), incrociò la squadra navale di Joris Van Medemblick (11 maggio), sbarcò sull'isola di Mayo, Capo Verde (19 maggio), sostò nella Mossel Bay (da 4 all'11 agosto), sull'isola di Nosy Manitse (dal 13 settembre al 7 ottobre), nella baia di Sant'Agostino, Madagascar (9 ottobre-14 dicembre), due volte sull'isola di Santa Maria, a nord-est del Madagascar per rifornire le navi, sull'isola di Pulau Enggano, a nord-ovest dello stretto della Sonda, dove arrivò il 5 giugno 1596, e il 22 giugno arriva a Banta, sull'isola di Giava. 
Dopo essere stati ricevuti malamente dalle autorità locali, gli olandesi bombardano la città, mentre il 28 agosto Houtman protestò vivacemente per la presenza di due giunche portoghesi che stavano caricando pepe. Sceso a terra con una scorta il 5 settembre, Houtman e il suo seguito vennero arrestati, e sue navi aprirono subito il fuoco sulla città. Il giorno 7 venti navi giavanesi circondarono quelle olandesi, ma queste ultime aprirono nuovamente il fuoco con i loro cannoni e distrussero le navi nemiche. Dopo aver ripreso i commerci, il 6 novembre 1596 la squadra di Houtman salpà e si diresse a est, arrivando a Sidajoe dove il 5 dicembre la nave di Houtman fu attaccata e, con molti morti a bordo, venne costretta a salpare frettolosamente. L'8 dicembre Houtman ormeggiò a Pulau Madura, Giava, dove per errore fu ucciso un principe giavanese. L'11 gennaio 1597 a Bawean, con solo 94 uomini per armare 4 navi, la Amsterdam fu incendiata di proposito e l'equipaggio suddiviso sulle altre tre navi. Arrivato a Bali il 26 febbraio Houtman ha un incontro con il re, da cui riuscì ad ottenere alcuni vasi di pepe in grani. Il 15 maggio le navi di Houtman doppiarono Capo di Buona Speranza, e l'11 giugno ancorarono davanti all'isola di Sant'Elena dove le autorità portoghesi impedirono agli olandesi di ancorare, sbarcare e rifornirsi. La spedizione ritornò a Texel il 14 agosto 1597, con solo 89 degli originati 248 membri dell'equipaggio ancora vivi. Otto di essi morirono poco dopo. 
La spedizione non era stata un successo commerciale, e la Compagnie van Verre riuscì a malapena a coprire le spese, ma l'obiettivo della spedizione era stato raggiunto, in quanto era stato dimostrato che era possibile raggiungere l'Asia attraverso il Capo di Buona Speranza senza essere ostacolati dai portoghesi.
Il 21 dicembre 1599 lasciò nuovamente la rada di Texel come vicecomandante della spedizione condotta da Pieter Both, e che comprendeva quattro navi: Nederland, Verenigde Landen, Nassau e Hof van Holland. Tale spedizione era stata commissionata dalla Brabantsche Compagnie, fondata da Isaac le Maire, nelle Indie Orientali. Il 6 agosto 1600 la squadra navale arrivò a Bantam, da dove egli raggiunse il 25 agosto Pariaman, Sumatra occidentale, per caricare la nave di pepe. Il 21 novembre arrivò ad Aceh, dove non riuscì a liberare Frederick de Houtman che si trovava lì in prigionia. Il 19 marzo 1601 a Bantam riuscì a caricare sulla sua nave ulteriori 1.500 sacchi di pepe. Dopo una sosta alla Mossel Bay, Sudafrica, il  1 novembre rientrò nei Paesi Bassi con a bordo un carico completo di pepe in sacchi.
Nel gennaio 1603 assunse il comando di una propria squadra navale, composta da sei navi, con cui salpò per le Antille e poi per il Brasile, avendo come secondo in comando Jochem Swartenhondt. Raggiunto il porto di Salvador de Bahia il 22 luglio 1604, egli saccheggiò diverse navi cariche di zucchero. Il  25 luglio 1604, mentre alla foce del fiume Maotoim una nave di Rotterdam veniva carenata sulla riva della Baia di Ognissanti, il suo capitano, Symon Tack, apparentemente passato dalla parte dei portoghesi, aprì il fuoco su di lui da una batteria costiera. L'ammiraglio olandese usando una scialuppa per avvicinarsi, riuscì a disarmare i cannoni e saccheggiò poi la nave del traditore. Il 28 luglio avvistò due navi portoghesi che si avvicinavano alla foce del fiume, e prese il largo su una scialuppa per catturarle, mentre i portoghesi sparavano dalle batterie costiere per impedirlo e incendiarono una delle due navi per non farla catturare. Il 30 luglio prese terra con gli uomini degli equipaggi a saccheggiò e bruciò tutte le case che incontrò sulla sua via. Ripreso il mare lui e Swartenhondt tornano nei Paesi Bassi nel gennaio 1605.
Il 20 aprile 1606 salpò da Texel al comando di 8 navi, Banda (nave ammiraglia), Bantam, Ceylon, Walcheren, Ter Veer, Zierikzee, China e Patani  per una spedizione contro l'insediamento portoghese dell'isola di Mozambico. L'obiettivo dell'attacco era la conquista della fortezza di São Sebastião. Dopo aver fatto soste a Capo Lopez, Gabon (settembre 1606) per rifornirsi di acqua dolce, e alle isole Annobón (novembre), il 29 marzo 1607 gettò l'ancora nel porto dell'isola di Mozambico con un certo numero di navi armate e una forza variabile da 1060 o 1500 uomini.
Il suo assalto alla fortezza, difesa da una guarnigione di 184 uomini, fu respinto, tuttavia, e dopo aver perso 25 uomini, mentre altri 70 o 80 erano rimasti feriti, egli propose una tregua al comandante della fortezza, Dom Estevão de Atayde. Il 7 maggio 1607 gli inviò una lettera in cui minacciava di saccheggiare l'intera area, a meno che non fosse stato ricompensato con una grossa somma di denaro. Dom Estêvão de Atayde respinse la proposta, ed egli il 16 maggio abbandonò l'assedio, che era durato due mesi. Raggiunta Mayotte, nelle isole Comore, per rifornirsi di viveri ed acqua, ritornò all'isola di Mozambico il 4 agosto e diede seguito alla precedente minaccia ed incendiò la città e gli alberi dei dintorni prima di abbandonare definitivamente l'area il 26 agosto.
Successivamente  raggiunse Goa il 2 ottobre, e il 10 dello stesso mese, al largo della città, catturò la Nossa Senhora do Loreto, che portava la corrispondenza di re Filippo II al suo viceré. Nel mese di novembre raggiunse Calicut e poi Pulo Gale, Ceylon, arrivando a Bantam il 6 gennaio 1608, toccando poi Johor, di nuovo Bantam, e quindi Amboina (isola di Ambon), il 10 marzo.
Il 18 maggio 1608 arrivò  a Ternate, Malayo, dove avvistò tre galee e alcune giunche portoghesi che stavano al largo della città, e trovò tre navi olandesi, Gelderland, Kleine Son e Duyfken, e una fregata che era stata catturata a Celebes. Il tentativo di prendere il forte di Gammelamme fu un fallimento. Tra il 14 e il 18 giugno tentò di attaccare Tidore, ma senza successo, e il 25 giugno arrivò a Makian portandosi dietro il Duyfken. Il 18 luglio conquistò il forte di Tafasoho, e dopo aver subito un maremoto causato dall'eruzione del vulcano Tafasoho, a causa di esso perse due navi, la China e la Walcheren. Il 21 luglio nominò Apollonius Scotte comandante del forte di Tafasoho, e il 26 agosto, con una piccola nave e 74 uomini, conquistò la piccola isola di Morotai, difesa da appena 10 soldati spagnoli. Il 27 agosto 1608, mentre tornava a Tafasoho, la sua nave venne attaccata da due navi spagnole e catturata nella baia di Leleda. Fatto prigioniero dal sergente maggiore Pedro de Heredia, venne portato al forte di Gamalama, Ternate.
Il nuovo comandante spagnolo dell'area, maestro di campo Cristóbal de Azcueta Menchaca, inizialmente chiese il rilascio di tutti i prigionieri spagnoli detenuti dagli olandesi, la consegna di Forte Malajoe, 6.000 ducati d'oro e la promessa che Van Caerden non sarebbe mai tornato in quell'area. Alla fine egli e altri dieci membri dell'equipaggio olandesi furono liberati il 16 marzo 1610 contro un pagamento di una somma di 6.000 pesos,  che l'ammiraglio pagò personalmente, e la liberazione di  50 soldati e marinai spagnoli e 30 gli indiani, "gastadores" e ufficiali. Dopo il rilasciato da parte degli spagnoli, riprese il comando della flotta, ma a causa della sua stessa negligenza fu catturato di nuovo il 15 luglio sulla sua nave Goede Hope, intercettata dalla galea spagnola San Christobal (San Xpoual), al comando del capitano Pedro de Avellaneda, che morì pochi giorni dopo a causa delle ferite riportate nello scontro. Il patacco olandese catturato con van Caerden, venne inviato, il 30 luglio 1610, a Manila dove giunse nell’agosto 1610. L'ammiraglio venne invece portato a Ternate, dove rimase sotto la custodia di Juan de Azevedo sino al 24 maggio 1612, quando venne condotto a Manila.
Una volta sbarcato nella Capitale fu costretto ai lavori forzati come facchino, lavorando alla costruzione di una nuova fortezza. Gli spagnoli chiesero per il riscatto di Caerden 40.000 reali da otto, ma non essendo soddisfatte le condizioni poste, l'ammiraglio rimane in carcere fino alla sua morte, avvenuta a Manila il 1 ottobre 1615.  
Uno degli obiettivi della visita di Joris van Spilbergen a Manila, condotta sotto la direzione degli Stati generali dei Paesi Bassi, era il rilascio dell'ammiraglio Paulus van Caerden (Pablos Brancaerden per gli spagnoli), ma quando van Spilbergen arrivò era oramai troppo tardi, poiché nel frattempo Van Caerden era deceduto.
La conferma che Caerden morì a Manila viene da un documento scritto a Manila il 17 settembre 1618, dove viene fatto un accenno al general Pablo Brancaerden que murio en esta ciudad.

### Annotazioni
1. ↑  In quel mese arrivarono nei Paesi Bassi anche le navi Verendigde Landen e Hof van Holland.
2. ↑  Secondo altre fonti, come il rapporto del padre Gregorio Lopez, per il riscatto dell’ammiraglio gli olandesi pagarono nel 1609, come anticipo, 80.000 pesos, poi al momento del riscatto pagarono altri 6.000 pesos oltre alla consegna di una fregata e a tutto il suo carico, e inoltre liberarono 52 spagnoli e 100 nativi alleati degli spagnoli.

### Fonti
1. 1 2 3 4 5 6 7 8 9 10 11 12 13 14 15 16 17 18 19 20 21 22 23  Colonial Voyage.
2. 1 2 3 4 5  Nieuw Nederlandsch Biografisch Woordenboek (NNBW).
3. ↑  Donato 1996, p. 482.
4. 1 2 3  Botelho de Sousa 1948, p. 83.
5. 1 2 3 4  Walker 1963, p. 108.
6. 1 2 3 4  Lach, Van Kleyn 1993, p. 470.
7. 1 2 3 4 5 6  Colonial Voyage.
8. ↑  Confirmación de encomienda de Albay, etc. Expediente de confirmación de las encomiendas de Albay y Canaman en Camarines y Catanduanes, a Gregorio de Vidaña, Resuelto, [f] 1620-10-21” FILIPINAS,47,N.38 blocco 2 foglio 26.